# Soddyite
La soddyite (simbolo IMA: Sod) è un minerale raro della classe dei minerali "silicati e germanati" con la composizione chimica (UO2)2(SiO4) • 2H2O e quindi un silicato acquoso di uranile. Strutturalmente, la soddyite appartiene ai nesosilicati.

## Etimologia e storia
La soddyite fu descritta per la prima volta da Alfred Schoep nel 1922. Trovò un altro minerale giallo su un esemplare di cristalli di curite bruno-arancione proveniente dalla miniera di Kasolo nel Katanga (oggi: Repubblica Democratica del Congo), per il quale suggerì il nome "soddite"., in onore del chimico Frederick Soddy, che ricevette il premio Nobel nel 1921 per il suo lavoro sulle sostanze radioattive e sulla natura degli isotopi. Billiet cambiò questo nome in "soddyite" nel 1926, che fu accettato anche da Schoep e alla fine utilizzato in tutte le sue pubblicazioni successive.
Il campione tipo del minerale è elencato nella collezione mineralogica del Museo nazionale di storia naturale di Francia con il nº di catalogo 122.122/3.

## Classificazione
Nell'obsoleta 8ª edizione della sistematica minerale secondo Strunz, la soddyite apparteneva alla classe dei minerali dei "silicati e germanati" e lì alla sottoclasse dei "neso-subsilicati" (famiglia dei silicati di uranile), dove insieme a calcioursilite e ursilite, formava l'appendice del "gruppo della weekssite (UO2:SiO2 = 1:3)" con il sistema nº VIII/A'.15 e gli altri membri Haiweeit e Weeksit.
Nella Sistematica dei lapis (Lapis-Systematik) di Stefan Weiß, che si basa ancora su questa vecchia forma di classificazione di Strunz per rispetto verso i collezionisti privati e le collezioni istituzionali, al minerale è stato assegnato il sistema e il minerale nº VIII/B.36-010; ciò corrisponde alla nuova divisione "Nesosilicati con anioni non tetraedrici", per cui nei gruppi VIII/B.34-38 vengono ordinati i nesosilicati uranilici con [UO2]2+ - [SiO4]4]4- e simili. La soddyite forma un gruppo indipendente, ma senza nome, insieme a swamboite (a partire dal 2018).
La nona edizione della sistematica minerale di Strunz, che è stata aggiornata l'ultima volta dall'Associazione Mineralogica Internazionale (IMA) nel 2024, classifica anche la soddyite nel dipartimento "9.A Nesosilicati". Questo viene ulteriormente suddiviso in base all'eventuale presenza di anioni aggiuntivi e alla coordinazione dei cationi coinvolti o dei complessi anionici predominanti nel composto, in modo che il minerale possa essere trovato nella suddivisione "9.AK Neso- e polisilicati di uranile" (con U:Si = 2:1) in base alla sua composizione, dove è l'unico membro del gruppo senza nome 9.AK.05.
La classificazione dei minerali secondo Dana, che viene utilizzata principalmente nel mondo anglosassone, classifica anche la soddyite nella classe dei "silicati e germanati" e lì nella sottoclasse dei "nesosilicati: gruppi SiO4 e altri anioni di cationi complessi". Qui si trova insieme all'uranosilite negli "Altri silicati di uranile" con il sistema nº 53.03.03 all'interno della suddivisione "Nesoilicati: gruppi SiO4 e altri anioni di cationi complessi con (UO2)".

## Abito cristallino
La soddyite cristallizza nel gruppo spaziale ortorombico Fddd (gruppo nº 70) con i parametri reticolari a = 8,33 Å, b = 11,21 Å e c = 18,67 Å oltre a otto unità di formula per cella unitaria.
La soddyite è l'unico minerale di uranile conosciuto fino ad oggi che ha un rapporto uranio-silicio di 2:1. Nella struttura cristallina, un anione silicato tetraedrico collega sei ioni uranilici pentagonali-bipiramidali. I poliedri dell'uranile sono collegati ai bordi. Il quinto sito di coordinazione equatoriale è occupato da una molecola d'acqua i cui atomi di idrogeno formano legami idrogeno con gli atomi di ossigeno uranilico. Questo schema di collegamento crea una rete tridimensionale.

## Proprietà
Il minerale è molto radioattivo a causa del suo contenuto di uranio del 71,25%. Tenendo conto delle proporzioni degli elementi radioattivi nella formula molecolare idealizzata e dei successivi decadimenti della serie di decadimento naturale, viene data un'attività specifica di circa 127,5 kBq/g per il minerale (per confronto, il potassio naturale possiede un'attività specifica di 0,0312 kBq/g). Il valore citato può variare in modo significativo a seconda del contenuto minerale e della composizione degli stadi, ed è anche possibile l'arricchimento selettivo o l'arricchimento dei prodotti di decadimento radioattivo che modificano l'attività.

## Origine e giacitura
La soddyite si forma come minerale secondario di uranio nella zona di ossidazione dei minerali di uranio primario. Si trova come minerale silicato associato ad altri silicati di uranile come kasolite, sklodowskite e uranofane o nelle pegmatiti come alterazione di uraninite. Inoltre, si trova nella classica associazione con la curite basica di ossido di piombo-uranile, così come con la torbernite di rame-uranil-fosfato e molto raramente con la gauthierite di idrossido di ossido di uranile contenente potassio e piombo.
Essendo una formazione minerale rara, la soddyite è stata rilevata solo in pochi luoghi, anche se alla data del 2020 sono stati documentati circa 40 siti in tutto il mondo. Oltre alla sua località tipo a Shinkolobwe (miniera di Kasolo), il minerale si è trovato anche nella Repubblica Democratica del Congo nella vicina miniera principale di Kambove, a Swambo Hill e nella miniera di Luiswishi vicino a Lubumbashi nella provincia di Haut-Katanga, così come in diverse miniere, come la miniera di Musonoi nel distretto minerario di Kolwezi della provincia di Lualaba.
In Germania, la soddyite è stata finora trovata solo nella valle di Krunkelbach vicino a Menzenschwand nel Baden-Württemberg, nonché nella fossa di Uranus vicino a Kleinrückerswalde e nelle vicinanze di Johanngeorgenstadt e Tirpersdorf in Sassonia.
Altri siti ben noti includono Radium Ridge in Australia, Lodève in Francia, Capoterra (Sardegna, Italia), Eger e Karlovy Vary nella Repubblica Ceca, Lake George in Canada, Peña Blanca in Messico, Ust'-Uyuk in Russia, Wyoming, nel Nuovo Messico, nello Utah, nel New England e nel New Hampshire (Stati Uniti) e Namaqualand, nelle pegmatiti di Norrabees, a sud del fiume Orange.

## Forma in cui si presenta in natura
La soddyite sviluppa cristalli da piramidali a prismatici fino a circa tre centimetri di dimensione con una brillantezza simile al vetro e al diamante sulle superfici, ma si presenta anche sotto forma di aggregati da grossolani a terrosi. Il minerale da trasparente a traslucido è di colore da giallo ambrato a giallo-verdastro e lascia uno striscio giallo sulla mattonella.